# Frederic Schenck de Tutenburg
Frederic Schenck de Tutenburg (Vollenhove, 1503 - Utrecht, 25 d'agost de 1580) va ser el primer arquebisbe d'Utrecht, -abans bisbat-.

## Història
Fou fill del stadhouder Georg Schenck van Tutemburg i Anna de Vos van Steenwijk. Després d'aconseguir el seu títol d'advocat va ser membre de la Cambra de la Cort Imperial (Reichskammergericht) a Espira.
Després de la seva ordenació com a sacerdot, va ser nomenat ardiaca de l'església de sant Pere a Utrecht i rector ala basílica de Sint-Plechelmus a Oldenzaal. Va escriure diversos tractats canònics fins que va ser promogut a l'episcopat el 1559 per Felip II, qui ho va nomenar com primer arquebisbe d'Utrecht -que després va ser confirmat el 1561 pel papa Pius IV-. Fins aquest moment, el Bisbat d'Utrecht es trobava sota la supervisió de l'arquebisbe de Colònia. Per acord entre Felip II i Roma i dins de l'esperit de la Contrareforma, els Països Baixos -en aquest moment un conjunt de Disset Províncies- van rebre els seus propis arquebisbats, que a més a més d'Utrecht van ser Malinas i Cambrai. Aquest va ser un intent de donar a les diferents parts dels Països Baixos una mica d'auto-govern com una forma de defensar-se de la Reforma Protestant. Aquestes mesures no van tenir molt d'èxit, i durant l'arquebisbat de Scheck de Tutenburg es va veure la reacció catòlica contra el Concili de Trento al nord d'Holanda. La governadora Margarida de Parma li va obligar a donar el seu suport als decrets del Concili de Trento i a celebrar un sínode provincial l'any 1565. El clericat i els canonges es van oposar fortament contra les noves mesures disciplinàries i van tractar d'evitar la seva introducció, però l'arquebisbe va utilitzar el seu poder per trencar l'oposició i donar el seu lideratge en contra del protestantisme.
Justament abans de la seva mort va ser prohibit a Utrecht l'exercici del culte catòlic i la catedral va ser tancada. Després de la seva mort, als catòlics se'ls va permetre enterrar el seu arquebisbe de manera sòbria a la catedral de Sant Martí. La cerimònia el 30 d'agost de 1580 va ser pertorbada pels protestants amb la seva versió del Salm 130 en lloc del catòlic De profundis. El funeral va ser durant molt de temps l'última expressió pública del catolicisme a Utrecht.